# Самохин, Дмитрий Сергеевич
Дмитрий Сергеевич Самохин (6 февраля 1980, Ленинград, СССР) — российский писатель-фантаст. Жанровые пристрастия: фэнтези, космическая фантастика, городское фэнтези, альтернативная история и др.

## Биография
После окончания средней школы Дмитрий Самохин поступил в Российский государственный педагогический университет им А. И. Герцена на исторический факультет. Участвовал в съемках авторской программы Петра Кожевникова «У Городового», телевизионный канал «Россия» (петербургское региональное отделение). Получил юридическое образование.
Первые рассказы, написанные в жанре НФ — «Серенада антенных полей», «Крышник» и «Выбор жанра» — были приняты к публикации в журнале «Полдень XXI век» Борисом Натановичем Стругацким.
В 2004 году в издательстве «Альфа-книга» вышли дебютные книги. Роман «У смерти твои глаза» выдержан в жанре альтернативного детектива, то есть детектива разворачивающегося в альтернативной ветке истории, а роман «Рождён быть опасным» написан в жанре космооперы.
В пятом номере за 2004 год журнала «Полдень XXI век» состоялась первая журнальная публикация (рассказ «Крышник»).
Произведения Дмитрия Самохина выходили в издательствах Альфа-книга, Лениздат, ИД Ленинград, АСТ, Рипол-классик, ИД Флюид Фри Флай, Центрполиграф.
В 2011 году в издательстве «Лениздат» выходит роман «Волчий отряд», положивший начало самому популярному циклу писателя «Волчий мир». Роман вышел под псевдонимом Дмитрий Даль.
С этого времени книги выходят как под настоящим именем Дмитрий Самохин, так и под псевдонимом Дмитрий Даль.
В 2019 году в издательстве «Рипол-классик» в рамках новаторского, рассказного проекта «Зеркало» вышла книга «Сад зеркал», составленная из рассказов Дмитрия Самохина и писательницы Ирины Лазаренко. В этой книге был опубликован цикл рассказов о городе Большой Исток, резервации для людей, наделенных магическими способностями. Цикл выдержан в рамках нуарного юмористического детектива. Перед выходом в свет книги в аудио-издательстве ТГЛ «Чистая вода» вышли рассказы из цикла о Большом Истоке в виде аудио-спектаклей в исполнении Александра Дунина.
Книга «Сад зеркал» послужила началом плодотворного сотрудничества Дмитрия Самохина и Ирины Лазаренко.
В 2019 году сборнике «Все зеркало» издательства «Рипол-классик» вышел первый соавторский рассказ «Раз, два, Красота придет за тобой». Следом за этим в третьем томе межавторского проекта «Аквы», над которым трудились авторы проекта «Зеркало», вышли две соавторские повести Дмитрия Самохина и Ирины Лазаренко «Бриз» и «Циклон». В сборнике «Там за Зеркалом» вышел новый рассказ из мира Большого Истока «Пугало», а также рассказ Ирины Лазаренко «Огонь, иди со мной», действие которого также разворачивается в мире Большого Истока.
Помимо художественной прозы, Дмитрий Самохин пишет научно-популярные статьи на исторические темы, которые публиковались в журналах «Ваш Тайный советник», «Дилетант», «Союзное государство».
Дмитрий Самохин увлекается музыкой и кино. Любит классический джаз и рок-н-ролл. Любимые группы: QUEEN и DDT. Любимый исполнитель: Александр Розенбаум.
Любимые писатели: Курт Воннегут, Клиффорд Саймак, Гленн Кук, Р.Желязны, Р.Шекли, Дж. Р. Р. Толкин, Стивен Кинг, Филипп К.Дик, Гюнтер Грасс, Рекс Стаут, Раймонд Чандлер, Габриель Гарсия Маркес, братья Стругацкие, Кир Булычев, Шолом-Алейхем, Ф. М. Достоевский, Владимир Набоков, Ирина Лазаренко, Ольга Голотвина и др.

## Семья
Мама — Самохина Анна Николаевна до замужества Капелькина — библиотекарь. Папа — Самохин Сергей Васильевич — монтажник электротехнического оборудования, работал на одном из оборонных заводов.
Женат. Двое детей: дочь Таисия — 2001 года рождения, сын Даниил — 2004 года рождения.

### Циклы произведений
- Петропольский цикл:

1. «У смерти твои глаза» роман М.: АРМАДА: «Издательство Альфа-книга», 2004 г.
2. «Вишневый самурай» роман М.: АРМАДА: «Издательство Альфа-книга», 2005 г.

- Опасный (Ларс Русс):

1. «Рожден быть опасным» роман М.: АРМАДА: «Издательство Альфа-книга», 2004 г.
2. «Война на пороге твоём» роман М.: АРМАДА: «Издательство Альфа-книга», 2005 г.

- Паромагия

1. «Опережая бурю» роман СПб.: Ленинградское издательство, 2009 г.
2. «Мятеж безликих» роман СПб.: Ленинградское издательство, 20010 г.
3. «Портрет на память» рассказ журнал «Реальность фантастики» Киев № 6, 2009

- Волчий Мир [под псевдонимом Дмитрий Даль]

1. «Волчий отряд» СПб.: Ленинградское издательство, 2011 г.
2. «Волчья сотня» СПб.: Издательский дом «Ленинград» 2012 г.
3. «Волчья правда» СПб.: Издательский дом «Ленинград» 2013 г.
4. «Волчья империя» СПб.: Издательский дом «Ленинград» 2014 г.

- Клейменый

1. «Клеймёный» М.: АСТ, СПб.: Издательский дом «Ленинград» 2017 г.
2. «Мятежник» М.: АСТ, СПб.: Издательский дом «Ленинград» 2019 г.

- Канатоходцы

1. «Отчаянные» М.: АСТ, СПб.: Издательский дом «Ленинград» 2018 г.

- Молниеносный

1. «Поймать молнию» М.: Центрполиграф 2018 г.

- Аргонавты

1. «Цепные псы Россы» М.: Флюид ФриФлай 2018 г.
2. «Солнечная казнь» М.: Флюид ФриФлай 2019 г.

- Большой Исток

1. «Ишибаши» рассказ антология «Сад зеркал» М.: Рипол Классик 2019 г.
2. «Мотылек» рассказ антология «Сад зеркал» М.: Рипол Классик 2019 г.
3. «Плакса» рассказ антология «Сад зеркал» М.: Рипол Классик 2019 г.
4. «В тихом омуте» рассказ антология «Сад зеркал» М.: Рипол Классик 2019 г.
5. «Машина проклятий» рассказ антология «Сад зеркал» М.: Рипол Классик 2019 г.
6. «У чёрного дуба с красной листвой» рассказ антология «Сад зеркал» М.: Рипол Классик 2019 г.
7. «Блоготун» рассказ антология «Сад зеркал» М.: Рипол Классик 2019 г.
8. «Попугай» рассказ антология «Сад зеркал» М.: Рипол Классик 2019 г.
9. «Карма» рассказ антология «Сад зеркал» М.: Рипол Классик 2019 г.
10. «Дирижёр» рассказ антология «Сад зеркал» М.: Рипол Классик 2019 г.
11. «Песочница» — сетевая публикация
12. «Чудесята» — сетевая публикация
13. «Пугало» альманах «Полдень» № 15 СПб.: ИП Сидорович 2019 г.
14. «Пепел» — аудио-рассказ издательство ТГЛ «Чистая вода» озвучивает Александр Дунин 2018
15. «Огонь, иди со мной» — рассказ автор Ирина Лазаренко антология «Там за Зеркалом» М.: Рипол Классик

## Участие в межавторских проектах
- «Гаджет» — межавторский цикл Дмитрия Силлова

1. «Чужая война» М.: АСТ 2017

- Аква — межавторский проект

1. «Бриз» — повесть в соавторстве с Ириной Лазаренко, антология «Аква. Север. Покорители шторма» М.: Рипол Классик 2019
2. «Циклон. Сирокко» — повесть в соавторстве с Ириной Лазаренко, антология «Аква. Север. Покорители шторма» М.: Рипол Классик 2019

- «Лимфа» — межавторский аудиопроект от издательства ТГЛ «Чистая вода». Цикл Инженер

1. «Инженер» аудио-рассказ издательство ТГЛ «Чистая вода» озвучивает Александр Дунин 2018
2. «Беглец» аудио-рассказ издательство ТГЛ «Чистая вода» озвучивает Александр Дунин 2018
3. «Магнат» аудио-рассказ издательство ТГЛ «Чистая вода» озвучивает Александр Дунин 2018

- Ветер войны — межавторский проект

1. «Проверка на прочность» — роман в соавторстве с Александром Тестовым СПб.: Издательский дом «Ленинград» 2012 г.

## Публикации в журналах
1. 2004 «Крышник» журнал Бориса Стругацкого «Полдень XXI век» № 5 М.: Вокруг света
2. 2005 «Серенада антенных полей» журнал Бориса Стругацкого «Полдень XXI век» № 2 М.: Вокруг света
3. 2006 «Ветеран» журнал Бориса Стругацкого «Полдень XXI век» № 3 М.: Вокруг света
4. 2006 «Истории ветхого мира» журнал Бориса Стругацкого «Полдень XXI век» № 1 М.: Вокруг света
5. 2009 «Выбор жанра» журнал Бориса Стругацкого «Полдень XXI век» № 11 М.: Вокруг света
6. 2009 «Портрет на память» рассказ журнал «Реальность фантастики» Киев № 6
7. 2010 «Груминг» рассказ журнал «Реальность фантастики» Киев № 5
8. 2014 «Ишибаши» рассказ журнал «Фантастика и детективы» № 1
9. 2017 «Семь дней» альманах «Полдень» № 6, СПб.: ИП Сидорович
10. 2019 «Пугало» альманах «Полдень» № 15 СПб.: ИП Сидорович

## Научно-популярные статьи
1. 2014 «Антон Девиер. Как еврей-выкрест стал первым лицом столицы?» журнал «Ваш Тайный советник», Санкт-Петербург № 3 сентябрь 2014, стр. 54-57
2. 2014 «Григорий Романов. Где праздновал свадьбу секретарь обкома Ленинграда» журнал «Ваш Тайный советник», Санкт-Петербург № 3 сентябрь 2014, стр. 28-29
3. 2014 «Звери в воде. Ленинградский зоосад до и после наводнения 1924 года» журнал «Ваш Тайный советник», Санкт-Петербург, № 5 ноябрь 2014, стр. 60-63
4. 2014 «Кубышка Петра I. Где царский тайник?» журнал «Ваш Тайный советник», Санкт-Петербург, № 5 ноябрь 2014, стр. 94-95
5. 2014 «Маскарад Керенского. Переодевался ли глава временного правительства в женское платье?» журнал «Ваш Тайный советник», Санкт-Петербург, № 4 октябрь 2014, стр. 100—101
6. 2014 «НЕ ПО ВАСЬКЕ ШАПКА. В честь кого назван главный остров Петербурга?» журнал «Ваш Тайный советник», Санкт-Петербург № 3 сентябрь 2014, стр. 90-91
7. 2014 «Петр III Чужой среди своих: жертва заговора и оговора» журнал «Ваш Тайный советник», Санкт-Петербург, № 4 октябрь 2014, стр. 32-37
8. 2014 «Удачное приводнение. Самолёт в Неве, в центре Ленинграда» журнал «Ваш Тайный советник», Санкт-Петербург, № 5 ноябрь 2014, стр. 66-69
9. 2015 «Ленинградский соловей» журнал «Ваш Тайный советник», Санкт-Петербург, № 8 (14) август 2015, стр. 58-61
10. 2019 «Гедимин, Ольгерд, Кейстут и Витовт в русской истории» журнал «Дилетант», Москва, № 037 январь 2019, стр. 30-37
11. 2019 «Дорога церковь ко Христову дню» журнал «Союзное государство», Москва, № 4, апрель 2019, стр. 66 — 69
12. 2019 «Рогнеда, она же Горислава, она же Анастасия» журнал «Союзное государство», Москва, № 6, июнь 2019, стр. 65 — 68

## Рецензии
- Журнал «Мир фантастики»:
  - Опережая бурю http://old.mirf.ru/Reviews/review5161.htm
  - Проверка на прочность http://old.mirf.ru/Reviews/review6044.htm
- журнал «Если» 2012 номер 10 (в сети рецензии нет).
- Рецензии в сети:

1. Проверка на прочность

- https://writercenter.ru/library/kritika/statya/margohechka_otzyv-na-roman-atestova-i-ddalja-proverka-na-prochnost-v-proekte-veter-vojny-lenizdata/4931.html
- https://fantlab.ru/work361191

1. Цепные псы Россы

- https://fantlab.ru/work836538

1. Сад зеркал

- web.archive.org/web/20190706095631/www.labirint.ru/books/685228/

1. Волчий мир цикл
2. Отчаянные